# Guillaume de Tonquédec

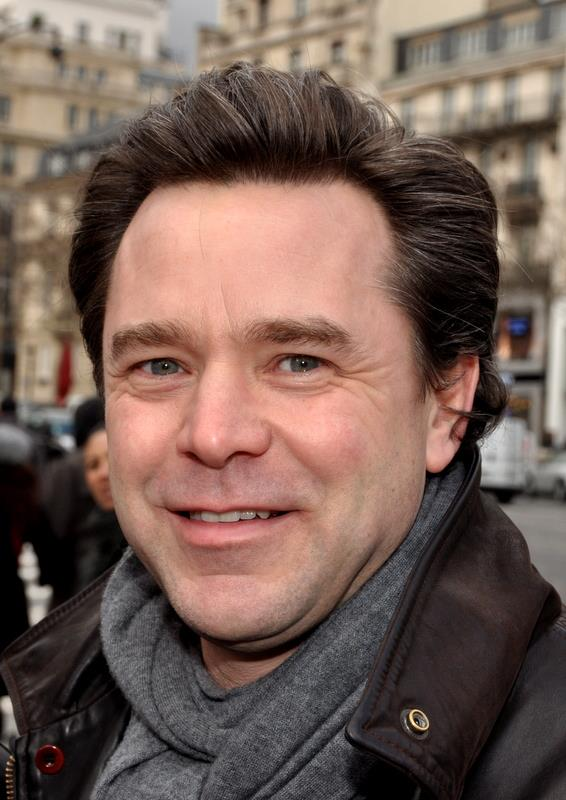
Guillaume de Tonquédec, 2013

Guillaume de Tonquédec (* 18. Oktober 1966 als Guillaume de Quengo de Tonquédec in Paris) ist ein französischer Schauspieler in Film und Theater.

## Leben und Karriere
Bekannt wurde Guillaume de Tonquédec nach ersten Filmrollen in Pierre Granier-Deferres Erpreßt – Das geheimnisvolle Foto und Francis Husters On a volé Charlie Spencer 1988 mit der von Gérard Brach geschriebenen Mini-Serie Civilisations. Im Kino folgten weitere Nebenrollen an der Seite von Alain Delon und Maruschka Detmers in Claude Zidis Deux sowie in Krzysztof Kieslowskis Die zwei Leben der Veronika. Seine erste Hauptrolle war die des Abiturienten Jules Martin in Charles Nemes’ Komödie Tableau d’honneur (1992): Mit Problemen in der Schule und der ersten Liebe im Stress muss dieser sich noch um die Eheprobleme seiner Eltern (Claude Jade, Philippe Khorsand) kümmern.
Neben seiner Arbeit im Film trat der Franzose auch am Theater in zahlreichen Hauptrollen in Erscheinung, unter anderem in Roman Polańskis Inszenierung von Strindbergs Hedda Gabler. Im Fernsehen wurde er vor allem durch die Serie Commissaire Cordier einem breiten Publikum bekannt, in der er die Figur des Thomas Sorensen verkörpert. 2013 gewann er für seine Nebenrolle in der Spielfilmkomödie Der Vorname den César als bester Nebendarsteller. Die Rolle des Claude hatte er zuvor bereits auf der Bühne verkörpert.

## Filmografie (Auswahl)
- 1986: Erpreßt – Das geheimnisvolle Foto (Cours privé)
- 1991: Die zwei Leben der Veronika (La Double vie de Véronique)
- 1992: Tableau d’honneur
- 1996: Drei Leben und ein Tod (Trois vies & une seule mort)
- 1998, 2003: Une femme d’honneur (Fernsehserie, 2 Folgen)
- 1999: Die Diebin von Saint-Lubin (La Voleuse de Saint-Lubin)
- 2003: Ruby & Quentin – Der Killer und die Klette (Tais-toi!)
- 2004: Kommissar Navarro (Navarro; Fernsehserie, 1 Folge)
- 2008: Tage oder Stunden (Deux jours à tuer)
- 2008: Erzähl mir was vom Regen (Parlez-moi de la pluie)
- 2010: Profiling Paris (Profilage)
- 2012: Der Vorname (Le Prénom)
- 2014: Barbecue
- 2015: Frühstück bei Monsieur Henri (L’étudiante et Monsieur Henri)
- 2018: Ein Lied in Gottes Ohr (Coexister)
- 2019: Place de Victoires
- 2019: Streetdance: Paris (Let’s dance)
- 2019: Meine geistreiche Familie (L’Esprit de famille)
- 2020: They Were Ten (Ils étaient dix; Fernsehsechsteiler)
- 2021: À la Carte! – Freiheit geht durch den Magen (Délicieux)
- 2021: Germinal (Fernsehsechsteiler)
- 2022: Hör auf zu lügen (Arrête avec tes mensonges)
- 2022: Happy 50 (Plancha)
- 2023: Ein Glücksfall (Coup de chance)

## Auszeichnungen
- 2011: Nominierung für den Molière (Theaterpreis) in der Kategorie Bester Nebendarsteller in Le Prénom
- 2013: César in der Kategorie Bester Nebendarsteller für Der Vorname